# Rompin
Rompin is een district in de Maleisische deelstaat Pahang.
Het district telt 115.000 inwoners op een oppervlakte van 5200 km².